# Sympiesis aburiana
Sympiesis aburiana är en stekelart som först beskrevs av James Waterston 1925.  Sympiesis aburiana ingår i släktet Sympiesis och familjen finglanssteklar. Inga underarter finns listade i Catalogue of Life.